# Sadowiec-Wrzosy
Sadowiec-Wrzosy [pronunciación en polaco: /saˈdɔvjɛt͡s ˈvʐɔsɨ/] es un pueblo ubicado en el distrito administrativo de Gmina Działoszyn, dentro del condado de Pajęczno, voivodato de Łódź, en el centro de Polonia. Se encuentra aproximadamente a 3 kilómetros al noreste de Działoszyn, a 8 kilómetros al oeste de Pajęczno, y a 83 kilómetros al suroeste de la capital regional, Łódź. 